# Новопривольный (Ростовская область)
Новопривольный — посёлок в Ремонтненском районе Ростовской области, входит в Привольненское сельское поселение.

## География
Расположен в 10 км западнее райцентра (села Ремонтного), и в 9 км юго-восточнее центра поселения (посёлка Привольного), на реке Булукта (левый приток Сала).

### Улицы
| - ул. Береговая, - ул. Восточная, - ул. Гагарина, - ул. Есенина, | - ул. Животноводческая, - ул. Задорная, - ул. Кольцевая, - ул. Ленина, | - ул. Лермонтова, - ул. Механизаторов, - ул. Первомайская, - ул. Прудовая, | - ул. Садовая, - ул. Степная, - ул. Степные зори, - ул. Школьная. |

## История
Образован в 1977 году путём раздела с совхозом «Приволенский». Тогда же и начато строительство центральной усадьбы. Совхоз назвали «Пятилетка». И до сих пор населенный пункт местные в основном так и называют. Директором назначили Зинченко Ивана Семеновича. Постройка почти всего в Новопривольном под его руководством и его заслуга. Жилые дома, водопровод, школа, асфальт по всем улицам, не считая объектов хозяйствования. Настоящий хозяин, как модно было говорить «Красный директор». Спуску не давал, кто работал — получал, кто не работал тоже «получал». В основном его люди уважали за хозяйственность и справедливость.
За время работы совхоза в нём числлись работники 33 национальностей. Основное производство — шерсть, мясо, зерно, молоко. Всегда был в лидерах по хозяйственным и финвнсовыи показателям (никогда не было убытков — только прибыль. И это в советское время). Шерсть закупали даже французские компании. Во время перестройки районные интриганы вынудили директора покинуть свой пост. На 2013 год в хозяйстве по списку работает 3-5 человек.

## Население
| 2010 |
| ---- |
| 604  |

Национальный состав по переписи 2002 года: русские — 54 %, даргинцы — 27 %.